# Martin Marić
Martin Marić (Belgrado, 19 aprile 1984) è un discobolo croato.

## Biografia
Il 13 luglio 2014 viene trovato positovo ai SERM ad un controllo antidoping e squalificato 2 anni dalle competizioni fino al 5 agosto 2016.

## Palmarès
| Anno | Manifestazione          | Sede       | Evento           | Classifica | Risultato | Note |
| ---- | ----------------------- | ---------- | ---------------- | ---------- | --------- | ---- |
| 2001 | Mondiali allievi        | Debrecen   | Lancio del disco | 13º        | 49,12 m   |      |
| 2002 | Mondiali juniores       | Kingston   | Lancio del disco | 21º        | 53,03 m   |      |
| 2003 | Europei juniores        | Tampere    | Lancio del disco | Argento    | 58,59 m   |      |
| 2005 | Giochi del Mediterraneo | Almería    | Lancio del disco | 9º         | 53,35 m   |      |
| 2007 | Universiadi             | Bangkok    | Lancio del disco | 8º         | 56,32 m   |      |
| 2008 | Olimpiadi               | Pechino    | Lancio del disco | 29º        | 59,25 m   |      |
| 2009 | Giochi del Mediterraneo | Pescara    | Lancio del disco | 6º         | 60,60 m   |      |
| 2009 | Universiadi             | Belgrado   | Lancio del disco | 7º         | 58,37 m   |      |
| 2010 | Europei                 | Barcellona | Lancio del disco | 10º        | 62,53 m   |      |
| 2011 | Mondiali                | Taegu      | Lancio del disco | 26º (q)    | 60,61 m   |      |
| 2012 | Olimpiadi               | Londra     | Lancio del disco | 17º        | 62,87 m   |      |
| 2013 | Giochi del Mediterraneo | Mersin     | Lancio del disco | Oro        | 61,46 m   |      |
| 2013 | Mondiali                | Mosca      | Lancio del disco | 15º (q)    | 61,98 m   |      |

## Campionati nazionali
- 5 volte campione nazionale nel lancio del disco (2005/2008, 2012)
- 3 volte campione nazionale nel tiro del giavellotto (2005, 2008, 2011)